# 오십각형
오십각형(五十角形)은 변이 50개인 다각형이다. 오십각형의 내각의 합은 8640도이고, 오십각형의 한 각의 크기는 172.8도이므로, 한 외각의 크기는 7.2도이다.

오십각형